# Malabar-Lackbaum

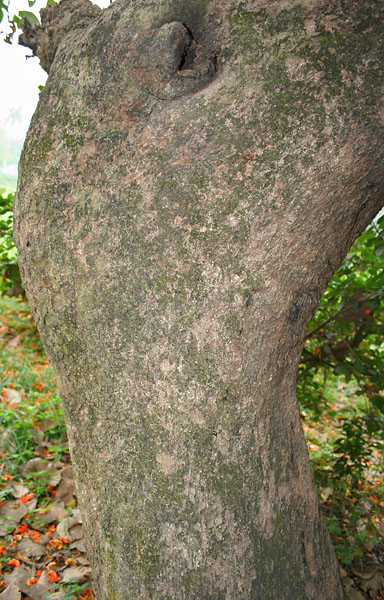
Borke

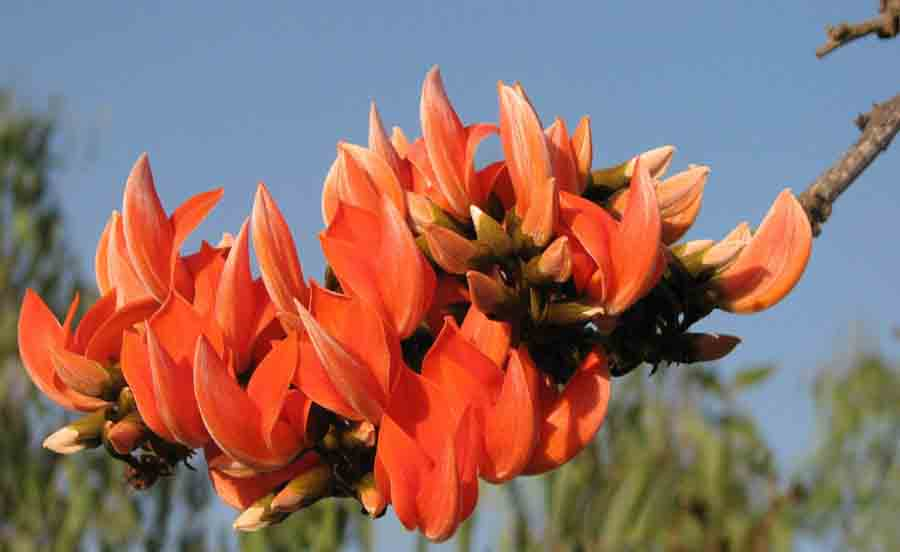
Aufgrund der attraktiven Blüten wird der Malabar-Lackbaum auch als Ziergehölz verwendet.

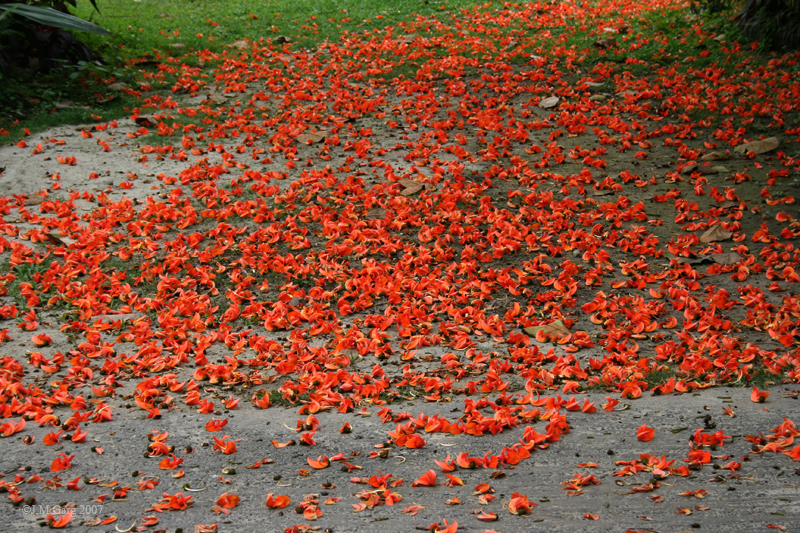
Blütenblätter am Boden

Der Malabar-Lackbaum, Palasabaum oder Plossobaum, auch Kinobaum, Lackbaum, Kesu (Butea monosperma, Syn.: Butea frondosa Roxb.), ist ein kleinwüchsiger bis mittelgroßer Baum des indischen Subkontinents aus der Unterfamilie der Schmetterlingsblütler. Er ist bekannt für seine Fülle von orangeroten Blüten, die sehr früh im Jahr erscheinen und ihm den englischen Namen Flame of the forest („Flamme des Waldes“) eingebracht haben. Die Art dient neben anderen Arten als Futterpflanze der Lackschildlaus (Kerria lacca), deren Absonderung zur Herstellung von Schellack verwendet wird. Den Hindus gilt der Malabar-Lackbaum als heilig, das Holz wird zur Speisung des heiligen Feuers verwendet und zu Boden gefallene Blüten werden mit knienden Mönchen verglichen.

## Beschreibung

### Vegetative Merkmale
Der Malabar-Lackbaum ist ein kleinwüchsiger bis mittelgroßer, laubabwerfender Baum, der Wuchshöhen von 6 bis über 15 Metern und auf nährstoffreichen Böden einen Stammdurchmesser (BHD) von bis zu 60 Zentimetern erreicht. Manchmal wächst er auch nur als kleiner Strauch. Auf trockenen, nährstoffarmen Felsstandorten bleibt der Stamm kurz und krumm und die Äste sind unregelmäßig geformt. Auf den ärmsten Böden wächst die Art beinahe strauchartig.
Die Borke ist schuppig, flockig, aschgrau oder braun bis schwärzlich und 1 bis 1,5 Zentimeter dick. Tiefere Schichten der Rinde sind weißlich bis rosa gefärbt und rot geadert. Das Phloem enthält einen roten, klebrigen Saft. Das Holz ist weich und zerstreutporig.
Die dreizähligen Laubblätter mit ledrigen, kurz gestielten Blättchen besitzen 10 bis 23 Zentimetern lange Stiele. Das terminale Fiederblättchen ist 13 bis 20 Zentimeter lang und 11 bis 18 Zentimeter breit, und damit etwas größer als die Seitenfiedern mit Längen von 10 bis 15 Zentimetern und Breiten von 8 bis 10 Zentimetern. An der Unterseite sind deutlich die Blattadern zu erkennen. Die jungen Blätter erscheinen im April bis Anfang Mai. Zwischen November und Dezember werden die Blätter abgeworfen, einzelne Bäume behalten jedoch Blätter an den unteren Ästen. Die Nebenblätter sind abfallend.

### Generative Merkmale
Die büschelig stehenden, nicht duftenden Blüten sind in großer Zahl zu etwa 15 Zentimeter langen rispigen, achsel- oder endständig angeordneten Blütenständen zusammengefasst. Die Deck- und Vorblätter sind abfallend. Die Schmetterlingsblüten sind 2 bis 3 Zentimeter lang gestielt. Der grünliche, fünflappige und glockenförmige Kelch ist außen samtig und innen seidig behaart und hat eine Länge von 1 bis 1,5 Zentimetern. Stiele und Kelche kontrastieren stark zum flammenden Orangerot bis dem Gelblichem der Kronblätter. Die Krone besteht aus einer 2,5 Zentimeter langen Fahne, kleineren, wie ein Papageienschnabel geformten Flügeln und einem Schiffchen, das Stempel und 10 diadelpische Staubblätter umgibt. Die Blütezeit beginnt mit dem Erscheinen von Blütenknospen zwischen Jänner und Februar an den noch kahlen Ästen und dauert bis zum Einsetzen der hohen Temperaturen zwischen März und April. Die Lebensdauer einer einzelnen Blüte beträgt ein bis zwei Tage.
Gleich nach der Blüte entwickeln sich die kurz gestielten, hellgrünen und behaarten, hängenden, 15 bis 22 Zentimeter langen und 3–5 Zentimeter breiten, flachen und relativ geraden Hülsenfrüchte. Bei Reife im Mai und Juni sind die Früchte verholzt und von hellbrauner Farbe, und fallen rasch zu Boden. Eine weiträumigere Verteilung durch Wind oder auf andere Art wurde nicht beobachtet. Jede nicht öffnende Frucht enthält an der Spitze nur einen ellipsoiden bis nierenförmigen, sehr flachen, rötlich-braunen Samen von 2 bis 3,5 Zentimeter Durchmesser und 2 Millimeter Dicke mit bitterem Geschmack. Die Samen sind nährgewebslos und die Tausendkornmasse beträgt ca. 840–1026 Gramm.
Die Keimung ist hypogäisch und beginnt innerhalb der an der Spitze aufbrechenden Frucht. Die Sämlinge bilden eine Pfeilwurzel, die nach 3 Monaten eine Länge von 60 Zentimetern erreichen kann. Besonders kennzeichnend für den Malabar-Lackbaum ist das mehrmalige Absterben des Sprosses durch Frost oder Dürre, was zum Anschwellen der Wurzel führt und zum Neuaustrieb („dying back“-Phänomen). Die Pfahlwurzel dringt tief auch in felsiges Gestein ein und ist stark seitlich verzweigt. Die Wurzelrinde ist außen grau, dann rot und innen weiß. Frische Wurzeln haben einen deutlichen Geruch.

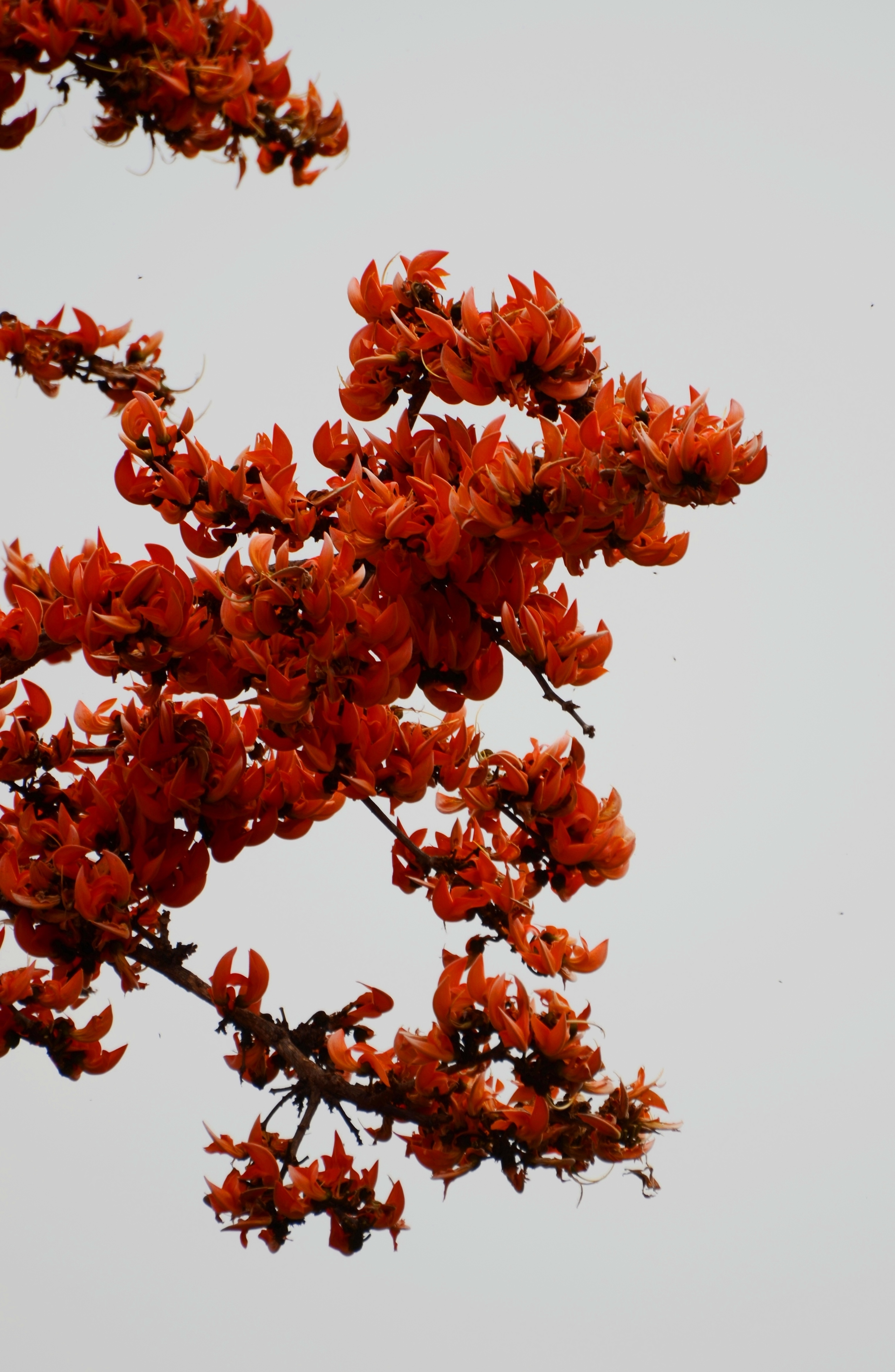
Blühender Zweig des Malabar-Lackbaums (Butea monosperma)
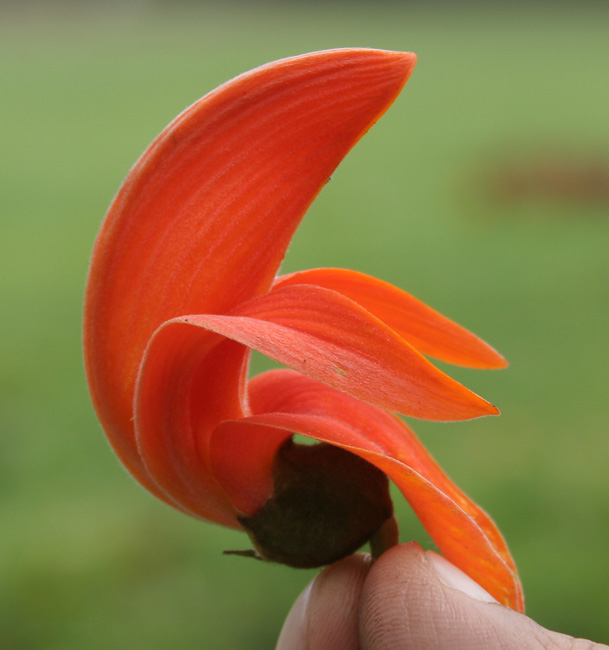
Einzelne Blüte
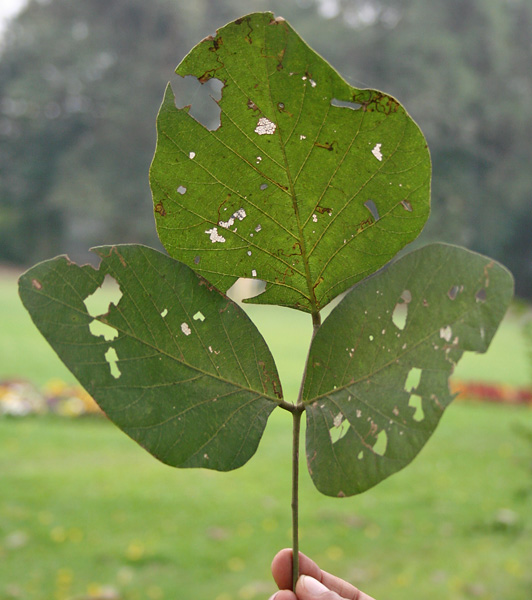
Dreizähliges Blatt
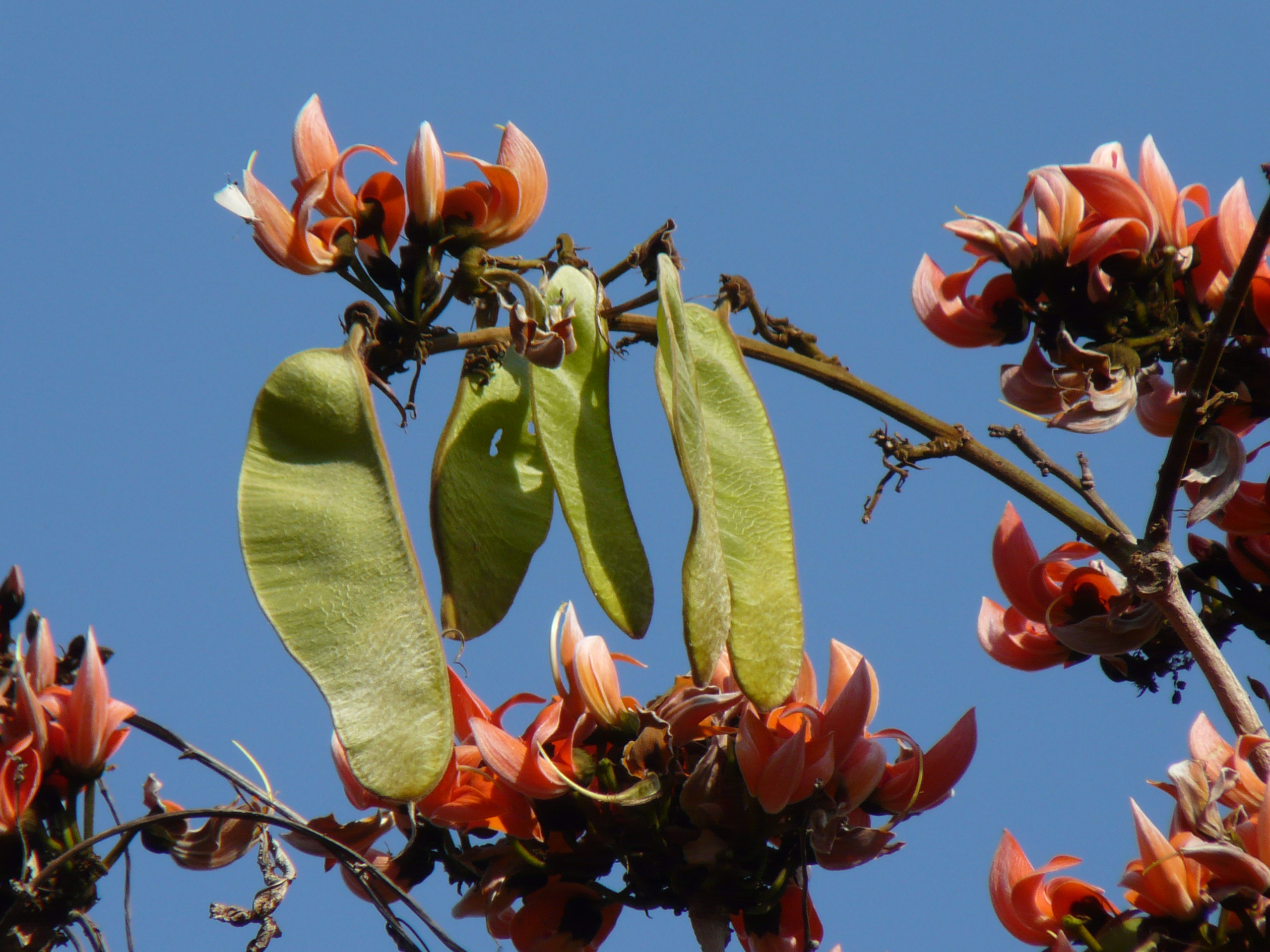
Junge Früchte von Butea monosperma

## Ökologie

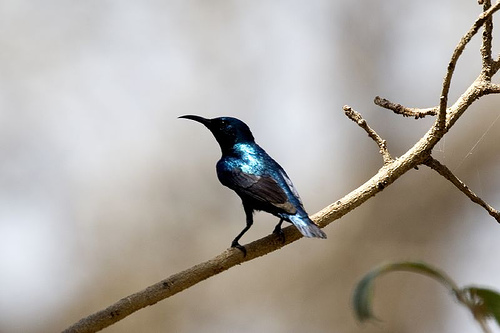
Ein Bestäuber des Malabar-Lackbaums: Ein männlicher Purpurnektarvogel

Die Blüten werden von einer Reihe von Vögeln besucht, die vom Nektar angelockt werden. Zur Bestäubung trägt jedoch nur der Purpurnektarvogel (Cinnyris asiaticus, synonym: Nectarinia asiatica) bei, der mit seinem langen Schnabel den Nektar erreichen kann, ohne die Blüte zu beschädigen. Andere Arten wie Rotsteißbülbül (Pycnonotus cafer) oder der Ganges-Brillenvogel (Zosterops palpebrosa) konsumieren ebenfalls Nektar, müssen jedoch dazu den Blütenkelch beschädigen. Die Bestäubung kann auch durch das Dschungel-Palmenhörnchen (Funambulus tristriatus) erfolgen, da es mit seiner spitzen Schnauze ebenfalls den Nektar erreicht, ohne Schaden anzurichten. Die Riesenhonigbiene (Apis dorsata) besucht die Blüten des Malabar-Lackbaums, um nicht konsumierten Nektar an beschädigten Blüten aufzunehmen, trägt jedoch ebenfalls nicht zur Bestäubung bei.
Der Malabar-Lackbaum ist eine Wirtspflanze der Lackschildlaus (Kerria lacca). Befruchtete Weibchen stechen die Rinde junger Zweige an und nehmen erhebliche Mengen Phloemsaft auf. Das von ihnen ausgeschiedene Sekret wird an den Zweigoberflächen fest und bildet Krusten, in welchen die stark angeschwollenen Läuse eingeschlossen werden und sterben. Wenige Wochen später erfolgt das Ausschwärmen der neuen Läusegeneration.
Doch weder die Lackschildlaus noch andere saugende, blattfressende oder holzbohrende Insekten richten starken Schaden an. Der Malabar-Lackbaum leidet auch kaum an Pilzerkrankungen. Schwerwiegender sind Verluste am Jungwuchs durch Ratten, Stachelschweine und Schweine.
In tropischen Feuchtwäldern findet man den Malabar-Lackbaum zusammen mit dem Salbaum (Shorea robusta) oder mit Mallotus philippensis, in tropischen Trockenwäldern mit dem Teakbaum (Tectona grandis), dem Indischen Weihrauch (Boswellia serrata) oder der Duftenden Akazie (Acacia nilotica), in den tropischen Dornwäldern Nord-Indiens mit dem Gummiarabikumbaum (Acacia senegal) oder dem Khejribaum (Prosopis cineraria).

## Verbreitung und Standortansprüche
Der Malabar-Lackbaum wächst im Grasland, in Buschwäldern und schwach bewaldeten Gebieten Indiens, Burmas und Sri Lankas. Auf den Vorbergen des Himalaya trifft man ihn bis in Höhenlagen von 1200 Metern, in West- und Südindien bis 1100 Meter.
Im natürlichen Verbreitungsgebiet ist er minimalen Temperaturen zwischen 3 °C und 18 °C ausgesetzt, maximalen Temperaturen zwischen 35 °C und 48 °C. Als junger Baum ist diese Art empfindlich gegen Frost, die Frosthärte nimmt aber mit dem Alter zu. Als optimale jährliche Niederschlagsmenge gelten 750 bis 1500 Millimeter. Die Art ist besonders dürrehart und sehr anspruchslos bei der Standortwahl; sowohl staunasse als auch salzhaltige Standorte werden vertragen.

## Systematik

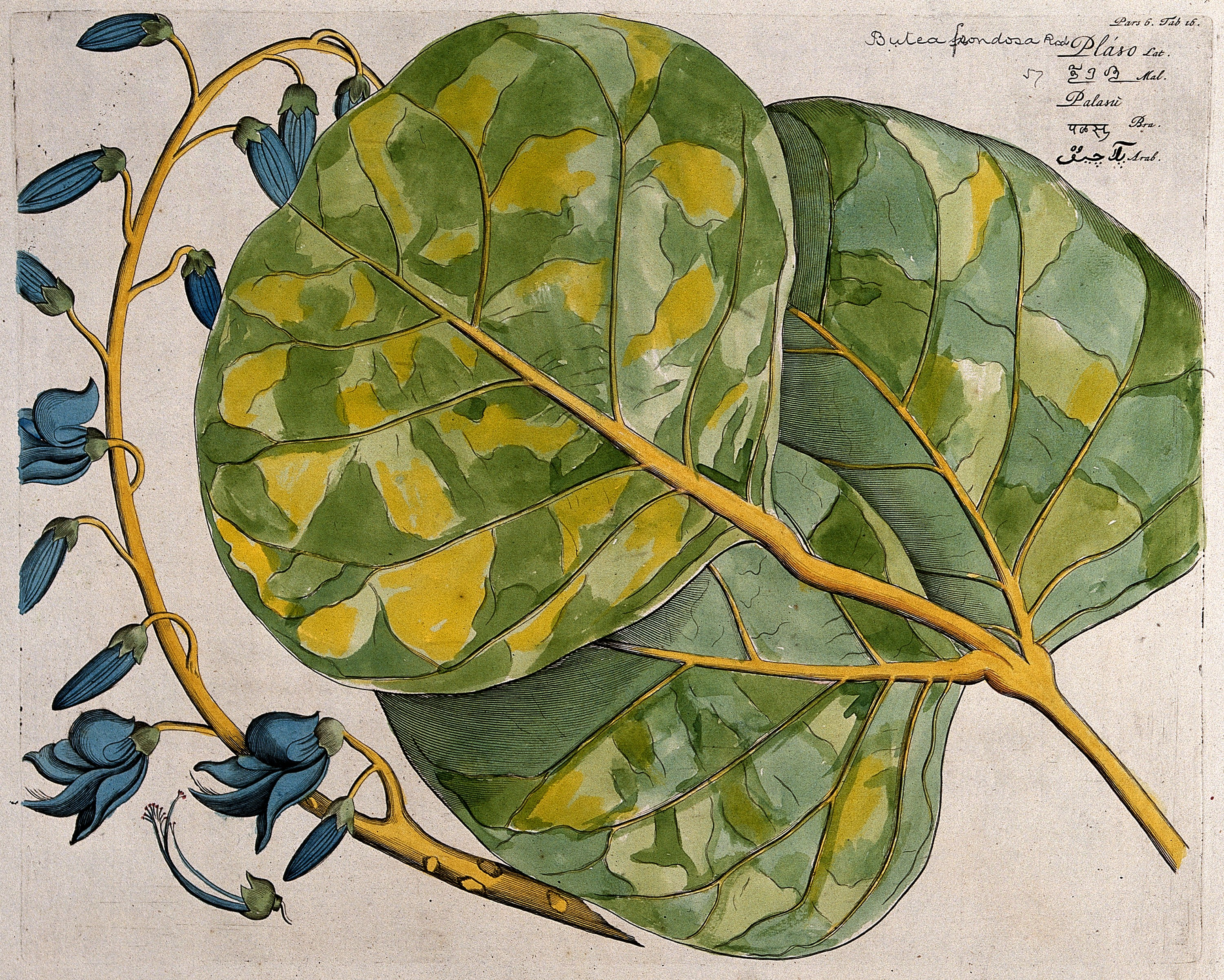
Kolorierter Kupferstich aus dem sechsten Band des Hortus Malabaricus (Tafel 16) von 1686

Die Erstbeschreibung unter dem Taxon Erythrina monosperma Lam. durch den französischen Botaniker Jean-Baptiste de Lamarck wurde 1786 veröffentlicht. Der deutsche Botaniker Paul Hermann Wilhelm Taubert bezog sich 1894 auf dieses Basionym, ordnete die Art jedoch unter der Bezeichnung Butea monosperma in die Gattung Butea ein.
Ein weiteres Synonym für die Art ist Butea frondosa Roxb. ex Willd..
Der Gattungsname Butea erinnert an John Stuart, Earl of Bute, der damit für die Förderung botanischer Studien geehrt wird. Das Epithet monosperma leitet sich von der Tatsache ab, dass jede Frucht nur einen Samen enthält.
Man unterscheidet zwei Formen des Malabar-Lackbaums, Charka mit grauer Borke und Kareya mit dunkler Borke. Kareya wird besser von der Lackschildlaus angenommen und daher öfter zur Anzucht verwendet.

## Verwendung
Wirtschaftlich bedeutungsvoll ist die Anzucht der Lackschildlaus zur Gewinnung des Ausgangsprodukts für Schellack. Zur Bewirtschaftung werden plantagenähnliche Bestände angelegt, in denen Bäume ab einem Stammdurchmesser von 15 bis 20 Zentimetern (BHD) 15 bis 20 Jahre lang genutzt werden können. Die Bäume werden zwei Mal im Jahr zurückgeschnitten, um die Lackabsonderungen der Läuse zu ernten und den Neuaustrieb anzuregen. Nach der Ernte wird der Gummilack von den Zweigen gelöst, gewaschen, geschmolzen und zu Roh-Schellack weiterverarbeitet.
Das Holz (Handelsname: Dhak) ist leicht zu ernten, der Witterung ausgesetzt beträgt die Dauerhaftigkeit jedoch nur etwa 5 Monate, unter Wasser jedoch bedeutend länger. Als Nutzholz eignet es sich für billige Brettware und für die Errichtung von Brunnenschächten. Das Holz kann zu Holzkohle guter Qualität weiterverarbeitet werden, die zur Schießpulverherstellung geeignet ist.
Die aus Rindenverletzungen austretende Flüssigkeit verhärtet zu einer rubinroten, glasartigen Substanz, die als „Bengalisches Kino“ bekannt ist. Es kann als Färbemittel für Wolle, Leder, Portwein oder Burgunder verwendet werden und dient als Ersatz für das „Malabar Kino“, das von Pterocarpus marsupium gewonnen wird. Bengalisches Kino besteht zu über 70 % aus Tannin und zu etwa 20 % aus Gummi und anderen löslichen Stoffen.
Das Bengalische Kino wird in der Volksmedizin als Mittel gegen unterschiedliche Formen chronischer Verstopfung oder als Adstringens verwendet. Auch alle anderen Teile des Baumes werden volksmedizinisch eingesetzt, beispielsweise die zermahlenen Samen als Wurmmittel.
In verschiedenen Arten von Tempelgärten der Hindu symbolisiert der Malabar-Lackbaum unterschiedliche religiös bedeutende Himmelsobjekte. Im „Sternwald“, in dem 27 Sterne oder Sternformationen durch Büsche oder Bäume symbolisiert werden und entsprechend der Stellung am Sternenhimmel positioniert sind, steht der Malabar-Lackbaum für den Stern Theta Leonis aus dem Sternbild Löwe. Seine Position ist in etwa nach Nord-Osten ausgerichtet. Im „Neun-Planeten-Tempelwald“ repräsentiert der Malabar-Lackbaum den Mond, im „Tierkreiszeichen-Wald“ steht er für das Sternbild Krebs.
Die Blätter werden als Futter für Wasserbüffel und Elefanten verwendet. Sie werden auch als Unterlage zum Servieren von Speisen eingesetzt. Aus der Wurzelrinde lassen sich Fasern zur Herstellung grober Seile oder zur Abdichtung von Booten gewinnen.
Aufgrund der zahlreichen und schön gefärbten Blüten dient der Malabar-Lackbaum als Ziergehölz.

## Kulturelle Bedeutung
Unter dem Namen Palasha (पलाश palāśa) oder Kimshuka (किंशुक kiṃśuka) erscheint der Malabar-Lackbaum häufig in der Sanskrit-Dichtung. Seine leuchtendroten Blüten sind Gegenstand zahlreicher ausdrucksstarker Vergleiche. Sie werden oft mit Feuer oder Blut verglichen, wegen ihrer Form auch mit blutigen Tigerkrallen oder Nagelmalen. Das Blühen des Malabar-Lackbaumes findet häufig auch in Beschreibungen des Spätwinters oder des Frühlings Erwähnung. So schildert der Dichter Jayadeva in seiner mystisch-erotischen Dichtung Gitagovinda (12. Jahrhundert), wie Krishna (Hari) sich im Frühling mit den Gopis (Hirtinnen) vergnügt, und beschreibt dabei das Blühen der Malabar-Lackbäume:

“युवजनहृदयविदारणमनसिजनखरुचिकिंशुकजाले
 विहरति हरिरिह सरसवसन्ते
 नृत्यति युवतिजनेन समं सखि विरहिजनस्य दुरन्ते.”

„yuvajana-hṛdaya-vidāraṇa-manasija-nakha-ruci-kiṃśuka-jāle
 viharati harir iha sarasa-vasante
 nṛtyati yuvati-janena samaṃ sakhi virahi-janasya durante.“

„Wo Kiṃśuka-Triebe, der Jünglinge Herzen zu ritzen, wie Lustgottes Krallen erglänzen,
 Hari hier weilt auf des saftigen Frühlings Weiden,
 tanzt mit den Mädchen, Liebste, zur Zeit, die verwaisten Liebenden bringt Leiden.“